# MCM5
MCM5‏ (Minichromosome maintenance complex component 5) هوَ بروتين يُشَفر بواسطة جين MCM5 في الإنسان.